# Kerr County
Kerr County är ett administrativt område i delstaten Texas, USA. År 2010 hade county 49 625 invånare (2010). Den administrativa huvudorten (county seat) är Kerrville. 

## Geografi
Enligt United States Census Bureau har countyt en total area på 2 870 km². 2 865 km² av den arean är land och 5 km² är vatten.

### Angränsande countyn
- Kimble County - norr
- Gillespie County - nordost
- Kendall County - öster
- Bandera County - söder
- Real County - sydväst
- Edwards County - väster